# Италијански бојни брод Рома (1940)
Рома (итал. Roma, Рим) је био италијански бојни брод класе Литоријо. Поринут је у Трсту 1940. године. Користила га је Италијанска краљевска ратна морнарица током Другог светског рата веома ретко.

## Потапање
9. септембра 1943, један дан након капитулације Италије, италијанска морнарица је почела са предајом својих бродова снагама Савезника. Тога јутра у 03:00 часова је италијанска флота испловила из своје главне базе у Ла Специји под вођством команданта флоте адмирала Карла Бергаминија. Придружили су јој се разарачи који су испловили из Ђенове. Флота је убрзо након тога заузела курс ка југу - према Малти, где је била договорена предаја, а била је то заправо прилично јака флота: три најмодернија бојна брода, шест крстарица и петнаест разарача. У добрим рукама то би била веома опасна ударна снага, но сада нико међу Италијанима није ни помишљао на борбу. Сматрали су да су се срећно извукли.
Немци су - а да Италијани нису ни имали појима - сазнали за план предаје флоте на Малти и припремили се за то. У Истреу (фр. Istres), у јужној Француској, авиони Дорније До 217 К-2 3. групе 100. бомбардерског пука били су у приправности управо за такав покрет италијанских ратних бродова. Наиме, већ неколико дана уназад су немачки извиђачки авиони готово непрекидно патролирали над тим подручјем. Италијанску флоту су открили током преподенева. Обавештена је команда Луфтвафеа у јужној Француској и командант 3. групе, мајор Бернард Јопе (нем. Bernhard Jope), повео своје бомбардере у акцију. Под својим десним крилом, смештену између мотора и трупа, сваки од девет Дорнијеа је носио бомбу SD 1400 X, познатију као Фриц Икс (нем. Fritz X). Ово, заправо тајно, оружје било је у ствари 1600 килограма тешка бомба с крилцима и са уграђеним радио-контролним системом у репу, који је омогућавао да се пројектилом у последњој фази своје путање управља из авиона који га је испалио. Јопеови бомбардери су сустигли италијанску флоту баш када се она налазила у мореузу Бонифацијо између Корзике и Сардиније те је сваки авион прешао на бомбардовање. Далеко испод нападача, италијански бродови су почели нагло да маневришу, покушавајћу да побегну Немцима са нишана. У случају нормалног висинског бомбардовања таква тактика би дала очекиване резултате: бомби избаченој са 7000 метара треба скоро 45 секунди да додирне морску површину, а за то време брод може да одмакне око 600 метара. Но авиони мајора Јопеа су нападали радио-вођеним бомбама, па су ови маневри италијанских бродова остали скоро без икаквих ефеката. Након лансирања пројектила нишанџија у носу сваког бомбардера пратио је светлосни тастер на задњем делу сваке ракете и помно „управљао“ њоме све док бомба не би била тачно изнад циља. Затим би нишанџија поправљао путању да би је задржао на жељеном правцу. 
Први је био погођен италијански адмиралски брод Рома. Фриц Икс је ударио у десну страну задњег јарбола, пробио брод и експлодирао у његовој утроби. Експлозија је уништила десне турбине, а брзина брода је пала на 16 чворова. Неколико минута касније и други пројектил је погодио Рому, овог пута између командног моста и топвске куле Б. Бомба је дословно смрскала и турбине с леве стране и бојни брод је стао. У међувремену, у потпалубљу је је неконтролисао харао пожар, те је бродска посада сигнализирала да се налази у „очајном стању“. Пожар је захватио предње складиште муниције и упалили ускладиштену муницију. У страховитом низу експлозија које су уследиле Рома се преклопила попут џепног ножића, затим пукла на два дела и потонула.
Погинуло је преко 1.300 чланова посаде, док је око 600 преживело. Међу страдалима је и главни заповедник италијанске флоте, адмирал Карло Бергамини те још један високи официр. Убрзо након поготка Роме један Фриц Икс је погодио у прамац бојни брод истог типа - Италија. У брод је продрло 900 тона воде, али је био способан да настави пут ка Малти сопственим моторима.
Мајор Јопе и његова група нису имали задовољство да виде како Рома тоне. Након рата је изјавио: „Нисмо видели како Рома експлодира. То се догодило након нашег одласка. Видели смо само експлозије од удара бомби“. 
Тек касније, кад су биле објављене вести на некој савезничкој радио-станици, пилоти 3. групе 100. бомбардерског пука сазнали су колико је био успешан њихов напад с новим, вођеним оружјем.